# BAe ATP
BAe ATP
ラジェス飛行場を離陸するSATA Air AçoresのBAe ATP
- 用途：旅客機
- 分類：ターボプロップ旅客機
- 製造者：ブリティッシュ・エアロスペース
- 運用者**
- 初飛行：1986年8月
- 生産数：64機
- 運用開始：1988年
- 運用状況：運用中

BAe ATPとはイギリスの航空機メーカーのブリティッシュ・エアロスペース（BAe、現在のBAEシステムズ）が開発したターボプロップ旅客機である。

## 概要

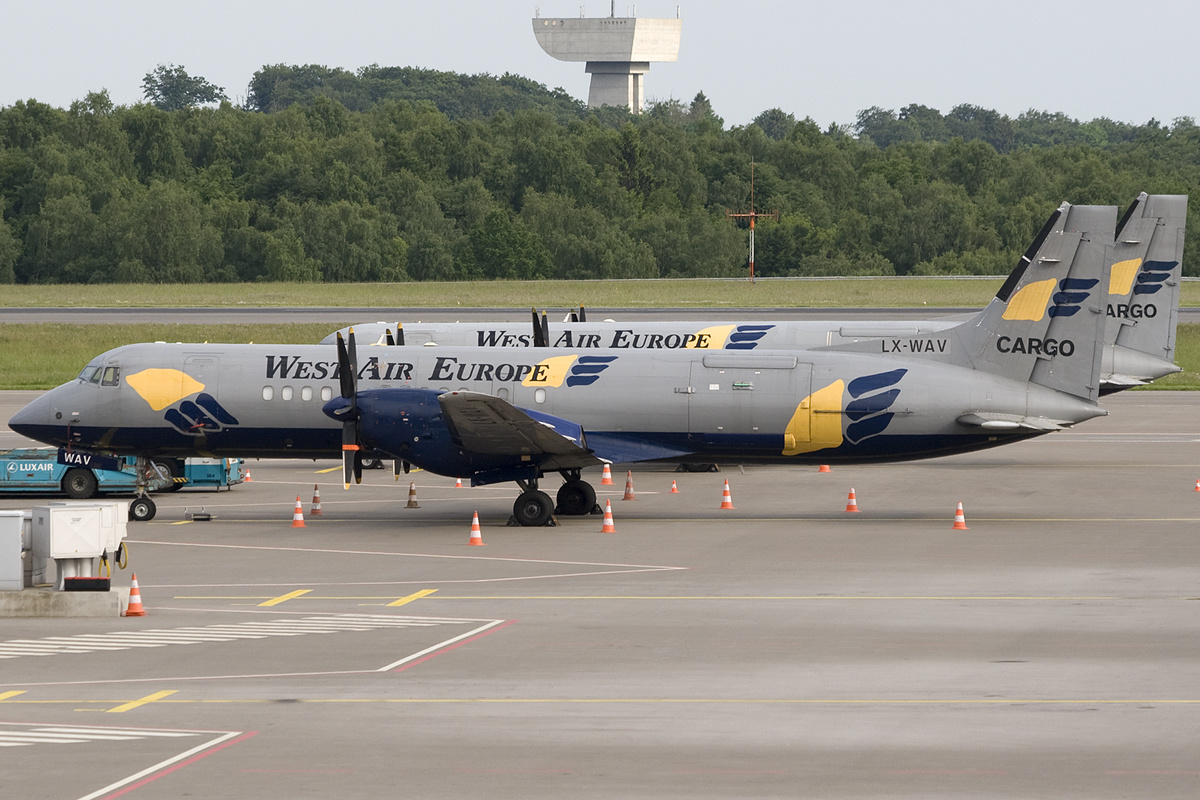
貨物機に改造されたWest Air EuropeのBAe ATP

イギリスで開発された双発ターボプロップ機にアブロ 748（BAe 748）があったが、アブロの後身企業であったブリティッシュ・エアロスペースは、1980年代に入り改設計することになり、製造されたのが当形式である。748の胴体を延長したうえ主翼や機首部分を改設計し、エンジンも最新型に置き換えプロペラを6枚羽根にするなどの改良を施した。そのため、仮に日本でいえばYS-11を1980年代の航空技術で近代化したような機体に相当する。
1986年8月に初飛行し、1988年にブリティッシュ・ミッドランド航空の商業路線に就航した。しかしこのクラスの市場にはデ・ハビランド・カナダ DHC-8とATR 42などといった先行する競争機種も多く受注は振るわず、1996年に通算64機で製造を打ち切った。その後貨物機に改造された機体もあるが現在も多くが現役である。

## 派生型
Jetstream 61
機体を大型化しエンジンを強力なものに換装し航続距離を延長した向上型。ATPのプロトタイプ（機体記号：G-PLXI）を改造し1994年5月10日に初飛行。続いて量産型4機の製作が進められたが、ATR 72の生産に参加することになり1995年1月26日にキャンセルされた。
Maritime ATP (BAe P.132)
海軍向けの対潜哨戒機。計画のみ。
ATP-AEW
1986年に計画された早期警戒機。計画のみ。

## 性能要目
- 乗員： 4 （運行乗務員2+客室乗務員2）
- 乗客: 64 （最大72）
- 全長： 26.00m
- 全幅 : 30.63 m
- 高さ: 7.14 m
- 翼面積: 78.3 m2
- 空虚重量: 13,595 kg
- 最大離陸重量: 22,930 kg
- エンジン: プラット・アンド・ホイットニー・カナダ PW126 ターボプロップ, 1,978 kW (2,653 hp) 双発
- 巡航速度 : 496 km/h
- 航続距離 : 1,825 km
- 最大上昇限界高度: 7,600 m (25,000 ft)